# جبل تسوكا

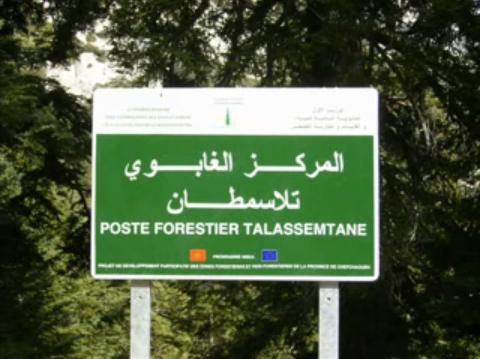
المركز الغابوي تلاسمطان.

جبل تيسوكا هو جبل يقع شمال المغرب. يبعد جبل تيسوكا عن مدينة شفشاون حوالي 3 كيلومترات شرقا، ويقع قرب دوار بوبنار حيث يوجد بها أيضا المشتل الوطني والمركز الغابوي تلاسمطان. يبلغ علو الجبل 2066 متر. من مميزات هذا الجبل أنه يتوفر على نوع من الأشجار يُدعي شجر الشوح وهو نوع من الشجر يحتاج إلى ظروف مناخية خاصة.
من مميزات هذا الجبل أنه يتوفر على أجود أنوع الأشجار من الشوح و الأرز و أجمل الغابات، وهو ما يجعل منه وجهة سياحية كبيرة حيث يختارونه الكثير من السياح الأجانب والمغاربة كوجهة سياحية.